# 上野智子
上野 智子（うえの さとこ、1952年 - ）は、日本の日本語学者。専門は日本語方言学・地名学。学位は、文学博士（東北大学・2007年）（学位論文「日本列島における海岸部地名語彙の研究」）。高知大学教授。

## 人物・来歴
長崎県生まれ。1975年長崎大学教育学部中学校教員養成卒、1979年広島大学大学院文学研究科博士課程単位取得。2007年「日本列島における海岸部地名語彙の研究」で東北大学より文学博士の学位を取得。四国女子大学助教授、高知大学人文学部助教授、人文社会科学系教授を務める。

## 著書
- 『地名語彙の開く世界』和泉書院 生活語彙の開く世界 2004
- 『小さな地名の調べかた メディモリで調べ、アカレンで踊り、ダテマエで待つ』和泉書院 いずみブックレット 2008
- 『四国方言 とりたて・言いよどみ・言いはなち・言いすてて・言いおさめる』リーブル出版 2011
- 『ケーススタディ日本語のバラエティ』定延利之・佐藤和之・野田春美との共編 おうふう 2005